# Massif de Haute Meurthe, défilé de Straiture
Massif de Haute Meurthe, défilé de Straiture este o arie protejată (sit de importanță comunitară — SCI) din Franța întinsă pe o suprafață de 959 ha, integral pe uscat.

## Localizare
Centrul sitului Massif de Haute Meurthe, défilé de Straiture este situat la coordonatele 48°06′52″N 6°59′13″E / 48.11444°N 6.98694°E.

## Înființare
Situl Massif de Haute Meurthe, défilé de Straiture a fost declarat arie specială de conservare în baza directivei 92/43 din 1992 referitoare la conservarea habitatelor naturale și a faunei și florei sălbatice pentru a proteja 1 specie de animale.

## Biodiversitate
Situată în ecoregiunea continentală, aria protejată conține 6 habitate naturale: Păduri acidofile de Picea de la nivel montan la nivel alpin (Vaccinio-Piceetea), Turbării active, Pante stâncoase silicioase cu vegetație casmofită, Păduri de fag Luzulo-Fagetum, Păduri pe pante, grohotișuri și ravene de Tilio-Acerion, Liziere de ierburi înalte hidrofile de câmpie și de nivel montan până la alpin.
La baza desemnării sitului se află o specie protejată de  mamifere: râs eurasiatic (Lynx lynx).
Pe lângă speciile protejate, pe teritoriul sitului au mai fost identificate 6 specii de plante, 5 specii de păsări, 1 specie de mamifere.